# Igreja Católica na Lituânia
A Igreja Católica na Lituânia faz parte Igreja Católica mundial, sob a liderança espiritual do Papa e da Cúria Romana.
A Lituânia é o país mais católico dos países bálticos: há quase três milhões de católicos, que perfaz 79% do total da população. O país está dividido em oito dioceses, incluindo duas arquidioceses e um ordinariato militar.  Em 2007, havia 779 padres e 677 paróquias. A Lituânia é o país mais setentrional predominantemente católico do mundo.

## História
O catolicismo é a denominação majoritária desde a cristianização de partes da Lituânia própria, em 1387 e em 1413
São Casimiro é o único santo canonizado da Lituânia. Ele é o padroeiro do país e da juventude lituana. O arcebispo Jorge Matulaitis (1871-1927) foi beatificado em 1987 e o arcebispo Teófilo Matulionis (1873-1962) foi beatificado em 2017.

### Resistência ao comunismo
A Igreja Católica teve e tem influência no país, e alguns sacerdotes levaram ativamente a resistência contra o regime comunista e, após a independência ser recuperada, contra o socialismo e liberalismo, especialmente em questões éticas.
A nacionalmente renomada resistência anticomunista, Colina das Cruzes, sobre a qual milhares de cruzes latinas de todos os tamanhos foram colocados, está localizada perto da cidade de Šiauliai. Erigir cruzes latinas no morro foi proibido pelas autoridades czaristas Ortodoxas russas no século XIX. Mais tarde, no século XX, as  autoridades soviéticas também proibiram tais símbolos religiosos exibidos de modo explícito. As cruzes foram retiradas em 1961, com tratores e escavadeiras, mas apesar das proibições soviéticas, os católicos continuaram a colocar pequenos crucifixos e cruzes maiores na Colina das Cruzes. João Paulo II visitou o morro durante sua visita à Lituânia, principalmente porque era um sinal da resistência católica anticomunista, bem como um local religioso católico. A Lituânia foi a única república soviética de maioria católica.
Após a independência, a Igreja Católica continuou a campanha contra focos socialistas e medidas liberais, especialmente em questões éticas.

### Visita do Papa Francisco
O Papa Francisco realizou uma viagem apostólica aos países bálticos, sendo que a Lituânia o recebeu nos dias 22 e 23 de setembro de 2018. O Papa chegou a Vilnius, capital do país, onde foi recebido por autoridades civis e religiosas, como o núncio apostólico, Dom Pedro López Quintana, a embaixadora, junto à Santa Sé, Petras Zapolskas, e a presidente Dalia Grybauskaitė. O Santo Padre foi de automóvel ao Palácio Presidencial, para uma visita à presidente. Francisco doou a ela uma réplica de um mosaico de Cristo, do século IX, como a que se encontra no Vaticano. O lema que a Igreja Católica lituana escolheu para esta viagem papal é "Jesus Cristo, nossa Esperança".
Em visita ao Santuário da Mãe da Misericórdia, o pontífice criticou os países que não vêm acolhendo os refugiados que chegam à Europa, afirmando que devem "ser construídas pontes e não muros". O título conhecido como “Nossa Senhora da Porta Aurora”, onde há a imagem da Virgem Negra, por meio da qual, há vários milagres associados. O Papa fez lá um breve pronunciamento:
Encontramo-nos diante da Porta da Aurora, que resta das muralhas desta cidade, que serviam para defender o povo dos perigos e provocações. Nesta Porta, que permaneceu em pé depois da invasão do exército, em 1799, já se encontrava a imagem da Virgem da Misericórdia, a Santíssima Mãe de Deus, que sempre nos socorre e vem em nosso auxílio.— Declaração do Papa Francisco no Santuário Mater Misericordiae
Francisco fez um alerta contra o avanço de ideologias totalitárias no país. Ele lembrou o extermínio dos judeus pelos nazistas, advertindo contra o ressurgimento de sentimentos antissemitas. O Papa também visitou o museu que um dia abrigou um prédio do extinto da KGB, onde opositores do regime comunistas foram presos, torturados e mortos. O Sumo Pontífice apelou aos lituanos que "as lições do passado não sejam esquecidas". A missa celebrada em Kaunas contou com a presença de mais de 100.000 pessoas. Após a Lituânia, o Papa seguiu sua visita à Letônia.

## Subdivisões
- Arquidiocese de Vilnius
  - Diocese de Kaišiadorys
  - Diocese de Panevėžys
- Arquidiocese de Kaunas
  - Diocese de Šiauliai
  - Diocese de Telšiai
  - Diocese de Vilkaviškis
- Ordinariato Militar da Lituânia

## Catedrais católicas na Lituânia

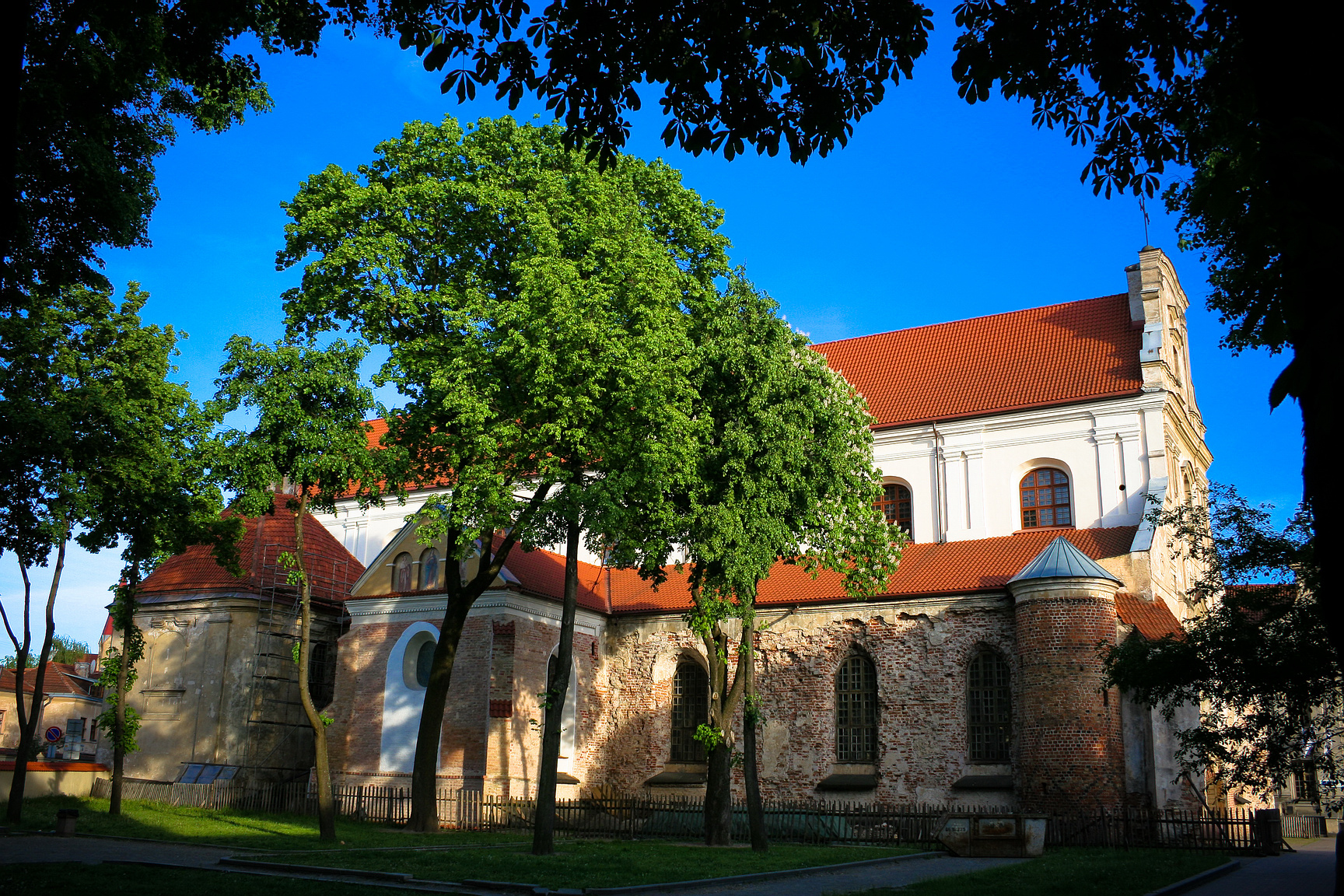
Igreja franciscana em Vilnius

- Catedral Basílica de Santo Estanislau e São Vladislau (Sv. Stanislovo ir Šv Vladislovo arkikatedra bazilika), Vilnius;
- Catedral da Transfiguração de Cristo (Kristaus Atsimainymo katedra), Kaišiadorys;
- Catedral Basílica de São Pedro e São Paulo (Kauno Šv Petro ir Povilo arkikatedra bazilika), Kaunas;
- Basílica de São Miguel Arcanjo (Sv. Arkangelo Mykolo bazilika), Marijampolė;
- Catedral do Cristo Rei, Panevėžys;
- Catedral de São Pedro e São Paulo (Šiaulių Šv Apaštalų Petro ir Pauliaus Katedra), Šiauliai;
- Basílica da Natividade da Santíssima Virgem Maria, Šiluva;
- Catedral de Santo Antônio de Pádua (Sv. Antano Paduviečio katedra), Telšiai;
- Catedral da Visitação da Virgem Maria (Švč. M. Marijos Apsilankymo katedra), Vilkaviškis;
- Basílica da Visitação da Virgem Maria, Žemaičių Kalvarija